# Понтебовезеко (Анкона)
Понтебовезеко (итал. Pontebovesecco) насеље је у Италији у округу Анкона, региону Марке.
Према процени из 2011. у насељу је живело 49 становника. Насеље се налази на надморској висини од 246 м.